# Notícia de um Sequestro
Notícia de um Sequestro (Noticia de un secuestro) é um livro de não ficção publicado em 1996 por Gabriel García Márquez.
O livro trata de diversos raptos, emprisionamentos e eventuais liberações de algumas figuras prominentes na Colômbia no começo da década de 1990 pelo grupo Cartel de Medelín, operado por Pablo Escobar.
O livro começa com o sequestro de Maruja Pachón e Beatriz Villamizar de Guerrero em 7 de novembro de 1990. Depois, ele analisa o primeiro de uma série de sequestros relacionados. Em 30 de agosto de 1990, Diana Turbay, diretora do programa de notícias televisivo Criptón e da revista Hoy x Hoy, foi raptada com quatro membros de sua equipe de notícias.
Outros sequestros relatados são os ocorridos em 18 de setembro de 1990, quando Marina Montoya e Francisco Santos Calderón, editor chefe do jornal El Tiempo, foram raptados.
Predefinição:Portal-literatura